# RSP-03
RSP-03 は、リーマンサット・プロジェクト（リーマンサットスペーシズ）が開発する4機目のCubeSat。ミッション名「星のシンフォニー（Stellar Symphony）」愛称は「ハモるん」
SpaceBDとのISS放出3機契約の最終機
メインミッション

星や星座をカメラで撮影し、音声データに変換しデジトーカで地上に届ける。

サブミッション

アマチュア無線家からのアップリンクを音の要素として利用。
衛星に保存されているQSLカードをSSTVにて送信。

運用周波数は437.050 MHz

## 概要
2022年に開発を開始したスタートラッカーで奏でる宇宙音楽衛星。

2022年5月28日、6月4日にPMDRが行われた。

2023年5月13日にIARUにてアマチュア無線周波数調整が完了した。

2024年12月4日にJAXAつくば宇宙センターにて引き渡しが行われた。

## 開発体制
プロジェクトマネージャー：鬼頭佐保子から現PMヒロシへ2023年4月交代。

PMチーム、ミッション系、C&DH系、姿勢制御系、通信系、地上局系、電源系、熱構造系、デザイン系、外部公開系、ファンディング系の全11系統のチームに分かれて開発。

## 設計
RSP-03本体の大きさは1UのCubeSatで、格納時にはツールボックスほどの大きさで 10×10×10cmである。

## 開発費用
1100万円(内訳非公開)

## 資金調達
2023年1月16日から2月28日までReadyforにて調達。目標金額3,000,000円　調達金額3,352,000円

2024年11月23日から2025年1月23日までReadyforにて2回目の調達。目標金額3,000,000円　調達金額4,570,318円

総調達金額7,922,318円